# 第六十一国立銀行
第六十一国立銀行（だいろくじゅういちこくりつぎんこう）は、明治期に福岡県御井郡（現久留米市）で設立された銀行。
1878年（明治11年）11月に御井郡で旧久留米藩の士族と平民により設立。1897年（明治30年）に国立銀行営業満期前特別処分法により私立銀行として六十一銀行に改称。同年に4行を合併したが1912年（大正1年）に住友銀行に買収されて解散した。

## 沿革
- 1878年（明治11年）11月6日：開業免状下付・設立
- 1878年（明治11年）11月20日：開業
- 1880年（明治13年）5月：資本金を15万円に増資
- 1882年（明治15年）：資本金を20万円に増資
- 1882年（明治15年）12月：大阪支店開設
- 1897年（明治30年）4月1日：普銀転換・六十一銀行と改称
- 1897年（明治30年）7月1日：京町銀行、櫛原銀行、荘島銀行、常盤銀行の4行を合併
- 1912年（大正1年）10月20日：住友銀行に営業譲渡
- 1912年（大正1年）11月：解散

## 合併銀行
- 京町銀行 - 1877年（明治10年）10月10日に京町貸金会社として設立[4]。1893年（明治26年）11月京町銀行に改称[5]。
- 櫛原銀行 - 1879年（明治12年）3月1日に櫛原貸金会社として設立[6]。1893年（明治26年）12月18日に櫛原銀行を設立し業務継承[7]。
- 荘島銀行 -  1880年（明治13年）7月1日に荘島貸金会社として設立[8]。1893年（明治26年）11月荘島銀行に改称[9]。
- 常盤銀行 - 1884年（明治17年）7月に常盤組として設立承認。11月15日設立[10]。1893年（明治26年）11月24日常盤銀行に改称[11]。

## 創立当時の株主
創立時の資本金は10万円で株主総数は89名。士族が79名（持株比率84.1％）で士族救済の性格を持った士族型銀行である。そのほかの商人層10名（持株比率15.9％）に旧藩御用商人は含まれておらず維新期に浮上してきた新興商人たちであるのがこの銀行の特徴とされている。
| 氏名        | 士族・平民の別 | 株式数 | 持株金額(円) | 住所                   |
| ----------- | -------------- | ------ | ------------ | ---------------------- |
| 有馬 元長   | 士族           | 135    | 6,750        | 御井郡日吉町116番地    |
| 東 兵蔵     | 士族           | 115    | 5,750        | 御井郡東久留米村80番地 |
| 岸 致知     | 士族           | 100    | 5,000        | 三潴郡庄島町105番地    |
| 永田 正助   | 士族           | 100    | 5,000        | 三潴郡芋扱川町7番地    |
| 徳永 勝蔵   | 士族           | 75     | 3,750        | 三潴郡庄島町36番地     |
| 大藪 万蔵   | 平民           | 60     | 3,000        | 三潴郡芋扱川町109番地  |
| 寺崎 久次   | 平民           | 60     | 3,000        | 御井郡通町11番地       |
| 山村 葆光   | 士族           | 60     | 3,000        | 御井郡篠山町45番地     |
| 園田 助夫   | 士族           | 60     | 3,000        | 御井郡東久留米村79番地 |
| 高崎 新兵衛 | 平民           | 60     | 3,000        | 御井郡三本松町71番地   |

| 株主   | 人数(人) | 株数(株) | 割合(％) | 金額(円) | 割合(％) |
| ------ | -------- | -------- | -------- | -------- | -------- |
| 旧藩士 | 79       | 1,681    | 84.1     | 84,050   | 84.1     |
| 商人層 | 10       | 319      | 15.9     | 15,950   | 15.9     |
| 合計   | 89       | 2,000    | 100.0    | 100,000  | 100.0    |

| 氏名        | 株式数(株) | 株式金額(円) | 業種                     | 住所                  |
| ----------- | ---------- | ------------ | ------------------------ | --------------------- |
| 大藪 万蔵   | 60         | 3,000        | 質商                     | 三潴郡芋扱川町109番地 |
| 寺崎 久次   | 60         | 3,000        | 古着・新小袖卸商(古賀屋) | 御井郡通町11番地      |
| 高崎 新兵衛 | 60         | 3,000        | 呉服太物商(森新)         | 御井郡三本松町71番地  |
| 秋山 松次郎 | 40         | 2,000        | 久留米絣・縞商(秋山屋)   | 三潴郡米屋町14番地    |
| 今村 次平   | 25         | 1,250        | 金物商(竹野屋)？         | 御井郡三本松町23番地  |
| 大藪 房次郎 | 23         | 1,150        |                          | 三潴郡芋扱川町109番地 |
| 永岡 幾平   | 20         | 1,000        | 呉服太物商(森田屋)       | 御井郡三本松町69番地  |
| 鳥取 益太郎 | 15         | 750          |                          | 三潴郡若津町50番地    |
| 黒岩 半平   | 10         | 500          |                          | 三潴郡片原町21番地    |
| 黒岩 永太郎 | 6          | 300          |                          | 御井郡今山村67番地    |